# 16:10
16:10 är ett bildformat för datorskärmar. Upplösningen för en skärm i formatet är 1 280 × 800, 1 440 × 900, 1 680 × 1 050, 1 920 × 1 200 eller 2 560 × 1 600. Andra vanliga format för datorskärmar är 4:3 och 16:9.